# Sertularella robusta
Sertularella robusta is een hydroïdpoliep uit de familie Sertulariidae. De poliep komt uit het geslacht Sertularella. Sertularella robusta werd in 1876 voor het eerst wetenschappelijk beschreven door Coughtrey. 